# Liste der Monuments historiques in Orbigny-au-Val
Die Liste der Monuments historiques in Orbigny-au-Val führt die Monuments historiques in der französischen Gemeinde Orbigny-au-Val auf.

## Liste der Immobilien
| Bezeichnung    | Beschreibung            | Standort               | Kennzeichnung | Schutzstatus | Datum | Bild |
| -------------- | ----------------------- | ---------------------- | ------------- | ------------ | ----- | ---- |
| Kirche St-Rémy | aus dem 14. Jahrhundert | Rue de la Roche (Lage) | PA00079169    | Inscrit      | 1925  |      |

## Liste der Objekte
| Bezeichnung | Beschreibung                                                                               | Standort                     | Kennzeichnung | Schutzstatus | Datum | Bild |
| ----------- | ------------------------------------------------------------------------------------------ | ---------------------------- | ------------- | ------------ | ----- | ---- |
| Hauptaltar  | Altartisch, Tabernakel und Exposition; Holz, farbig gefasst und vergoldet, 18. Jahrhundert | in der Kirche St-Rémy (Lage) | PM52001631    | Inscrit      | 1974  |      |